# 上川路啓志
上川路 啓志（かみかわじ ひろゆき、1982年2月14日 - ）は、日本の俳優である。鹿児島県出身。身長176cm。文学座所属。

## 出演作品

### 舞台
2006年
- 初舞台『オトコとおとこ』（文学座アトリエ公演）
- 『LOOT 薔薇と棺桶』（翔企画）草月ホール
- 『シラノ・ド・ベルジュラック』（文学座本公演）THEATRE1010

2007年
- 『夜叉ヶ池』（梅田芸術劇場）ル テアトル銀座

2008年
- 『Train coming』（青年団）サイスタジオコモネ
- 『シャリトーベルサイユ』（ブルーミング）ル テアトル銀座 - 弘樹 役

2009年
- 『按針 ANJIN〜イングリッシュサムライ』天王洲銀河劇場、シアタードラマシティ
- 『キンジテ』（unks）しもきた空間リバティ
- 『かぐや姫』（本公演）日生劇場

2010年
- 『1960年のメロス』（unks）サイスタジオコモネ
- 『善人なおもて往生をとぐ〜親鸞 わが心のアジャセ〜』広島ALSOKホール
- 『カラムとセフィーの物語』（アトリエ）

2011年
- 『tatsuya〜最愛なる者の側へ〜』（H.H.G）サイスタジオコモネAスタジオ
- 『燕のいる駅』（H.H.G）サイスタジオコモネAスタジオ
- 『アマデウス』（松竹）ル テアトル銀座、地方巡演

2012年
- 『少女仮面』（現代エポック）北池袋新生館シアター
- 『長崎ぶらぶら節』（本公演）地方巡演
- 『善人なおもて往生をとぐ〜親鸞 わが心のアジャセ〜』地方巡演

2013年
- 『家康と按針』（ホリプロ）青山劇場、ロンドン公演
- 『Glitch』文学座新モリヤビル1階

2014年
- 『尺には尺を』あうるすぽっと

2025年
- 『肝っ玉おっ母とその子供たち』（アトリエ） - 料理人 役 他[3][4]

### テレビ
- 臨場（テレビ朝日） - 神山 役
- ザ・今夜はヒストリー（新撰組 近藤勇） 役
- 相棒 season8 第5話「さらば愛しき人よ」（2019年11月18日） ‐ 南郷平 役

### ラジオドラマ
- おおきな豚はあとから来る
- あの人
- 蘭学遺言状
- 青春アドベンチャー 海の綺士団 -Umi no kishidan-（2025年） - フローラン船長／ガルシア 役[5]

### 劇場版アニメ
- コクリコ坂から
- ハウルの動く城
- ゲド戦記